# Annette Werner
Annette Werner (1966) é uma matemática alemã. Trabalha com geometria aritmética.

## Obras
- Elliptische Kurven in der Kryptographie, Springer Verlag 2002
- Editora com Katrin Wendland Facettenreiche Mathematik, Vieweg+Teubner 2011 (com o artigo de Werner: Ein Ausflug in die p-adische Welt)
- com Deninger Vector bundles on p-adic curves and parallel transport, Ann. Scient. de l'Ecole Norm. Sup., Band 38, 2005, S. 553–597.
- com Deninger Vector bundles on p-adic curves and parallel transport II, in Nakamura, I., Weng, L. (Hrsg.): Algebraic and Arithmetic Structures of Moduli Spaces. Sapporo 2007. Advanced Studies in Pure Mathematics 58, 2010. p. 1–26.
- Compactifications of Bruhat-Tits buildings associated to linear representations, Proc. London Math. Soc. 95, 2007. p. 497–518.
- com B. Rémy, A. Thuillier Bruhat-Tits Theory from Berkovich's Point of View. I – Realizations and Compactifications of Buildings,Ann. Sci. Ec. Norm. Sup. 43, 2010. p. 461–554.